# Aure (rivière)
Pour les articles homonymes, voir Aure.
L'Aure est une rivière française de Normandie, dans le département du Calvados, affluent de rive droite de la Vire.

## Géographie
Longue de 82 km, elle naît à Livry, tout près de Caumont-l'Éventé, et se dirige d'abord vers le nord jusqu'à Commes où, après avoir effectué un virage à 90°, elle adopte la direction de l'ouest. Elle longe dès lors la côte du Calvados jusqu'à la fin de son parcours. Elle passe principalement à Bayeux et à Isigny-sur-Mer où elle se jette, en aval, dans la Vire en rive droite, moins de 3 kilomètres avant l'estuaire de cette dernière.
À Maisons, dans la fosse du Soucy, elle plonge sous la falaise de Port-en-Bessin et connait une résurgence au large, dans la mer de la Manche.
Le cours de l'Aure se subdivise en deux parties séparées par plus de 800 m sans lit :
- l'Aure (supérieure) coule de la source à Caumont-sur-Aure aux pertes de la fosse du Soucy (commune de Maisons) ;
- l'Aure inférieure coule entre Maisons (source secondaire) et Isigny-sur-Mer.

### Villes traversées
Caumont-l'Éventé, Bayeux, Saint-Vigor-le-Grand, Trévières, Isigny-sur-Mer.

### Communes traversées
Dans le seul département du Calvados, l'Aure traverse les vingt huit communes suivantes de Aurseulles (Torteval-Quesnay et Longraye), Bayeux, La Cambe, Canchy, Caumont-sur-Aure (Livry), Colombières, Commes, Ellon, Étréham, Formigny La Bataille, Guéron, Isigny-sur-Mer, Juaye-Mondaye, Longues-sur-Mer, Longueville, Maisons, Mandeville-en-Bessin, Monceaux-en-Bessin, Monfréville, Mosles, Osmanville, Saint-Germain-du-Pert, Aure sur Mer, Saint-Vigor-le-Grand, Surrain, Trévières, Trungy, Vaux-sur-Aure.

### Toponymes
L'Aure a donné son hydronyme aux quatre communes suivantes du département du Calvados, d'Aure sur Mer, Aurseulles, Caumont-sur-Aure, Vaux-sur-Aure.

### Bassin versant
Le bassin de l'Aure se situe entre le bassin de la Seulles à l'est, et ceux d'autres affluents de la Vire, (la Souleuvre et l'Elle notamment) au sud et à l'ouest. La confluence avec le fleuve côtier est au nord-ouest du bassin.
Il faut noter que la majorité du cours se perd dans la fosse du Soucy et ressort en Manche à Port-en-Bessin. En période d'étiage, le cours de l'Aure inférieure est ainsi indépendant du cours supérieur.

### Organisme gestionnaire
Le Syndicat mixte du Val de Vire a été dissous le 13 avril 2015. L'organisme gestionnaire est désormais le Syndicat de la Vire et du Saint-Lois depuis décembre 2014 mais l'agglomération de Saint-Lô « assure la compétence « restauration et entretien des cours d’eau » sur les affluents de la Vire et de la Taute. Pour cela, un technicien rivières est chargé d'animer des programmes de travaux pluriannuels. Peu visibles du grand public, ces travaux sont réalisés la plupart du temps sur des parcelles agricoles en concertation avec les riverains. »

## Affluents
La partie centrale du bassin est occupée par celui du principal affluent, la Drôme (rg) dont l'Aure reçoit les eaux à Maisons.
Ses autres affluents principaux sont l'Esque, qui conflue entre Colombières et Canchy, et la Tortonne, à Trévières.
- Le Lieu Gueroult (ruisseau)
- Ruisseau de la Baronnie
- Le Vession (ruisseau)
- L'Aurette (rg)
- Ruisseau de Fumichon
- Ruisseau du Ponchot
- La Drôme (rg)
- Le Cachiau (ruisseau)
- Le Douet du Val (ruisseau)
- Le Douet de Riloques (ruisseau)
- Le Douet de Courtelay (ruisseau)
- La Tortonne (rg)
- L'Esque (rg)
- Ruisseau du Moulin Dannebey
- Ruisseau de la Bellaie

## Hydrologie
Son régime hydrologique est dit pluvial océanique.

### L'Aure à Maisons
Le débit de l'Aure a été observé pendant une période de 27 ans (1981-2008), à Maisons (Pont-Fatu). Le bassin versant du cours d'eau est de 389 km2.
Son débit moyen interannuel que l'on appelle aussi module est de 1,060 m3/s.
L'Aure présente des fluctuations de débits assez faibles. Les hautes eaux se trouvent de la mi-automne jusqu'à la mi-printemps, et portent le débit moyen à un niveau qui peut monter de 1,12 à 2,60 m3/s, de novembre à avril inclus (avec un pic en janvier); et les basses eaux, de mai à octobre inclus, la baisse du débit moyen peut aller jusqu'à 0,263 m3/s au mois de septembre.

### Étiage ou basses eaux
Aux étiages, Le VCN3 peut chuter jusqu'à 0,082 m3/s soit 82 l/s.

### Crues
Les crues de l'Aure peuvent être importantes. Le QIX 2 est de 9,4 m3/s tandis que le QIX 5 à 14 m3/s. Le QIX 10 vaut 17 m3/s par rapport au QIX 20 qui, lui, monte jusqu'à 19 m3/s.
Le débit instantané maximal a été enregistré le 26 décembre 1999 à 20 h 27 et était de 26,3 m3/s tandis que le débit journalier maximal a été enregistré le même jour et était de 21,9 m3/s.
La lame d'eau écoulée dans le bassin de l'Aure atteint 249 millimètres annuellement, ce qui est inférieur à la moyenne d'ensemble de la France. Le débit spécifique (Qsp) est de 7,9 litres par seconde et par kilomètre carré de bassin.

## Hydronymie
Le nom de la rivière est mentionné sous la forme Audura en 1077. Cette forme ancienne est similaire aux formes anciennes de l'Eure Audura en 715 et 884, Authura vers 1025.
On y retrouve une racine indo-européenne de valeur hydronymique, dont provient aussi le grec udor (« eau »).

## Galerie

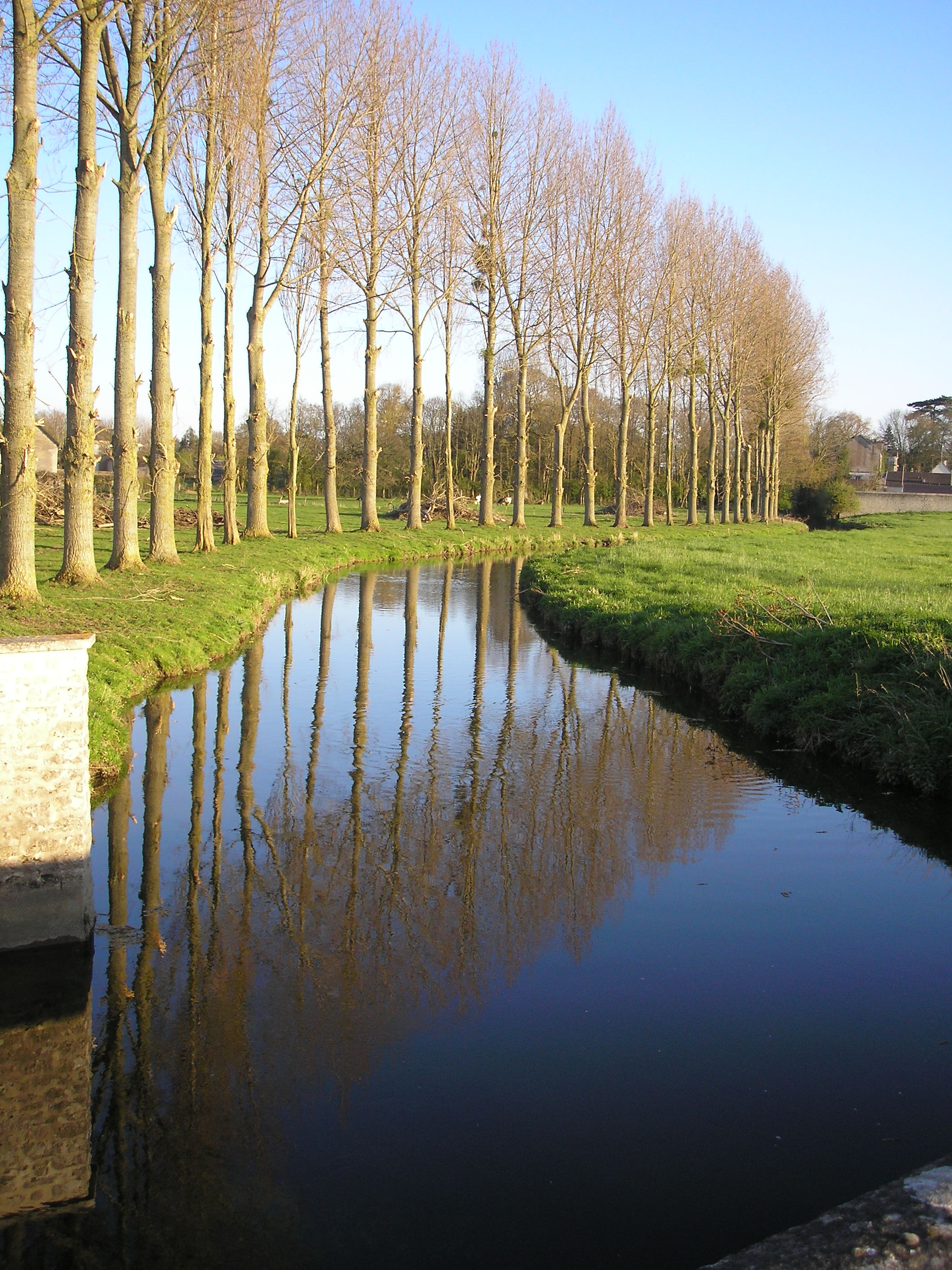
L'Aure à Vaux-sur-Aure.
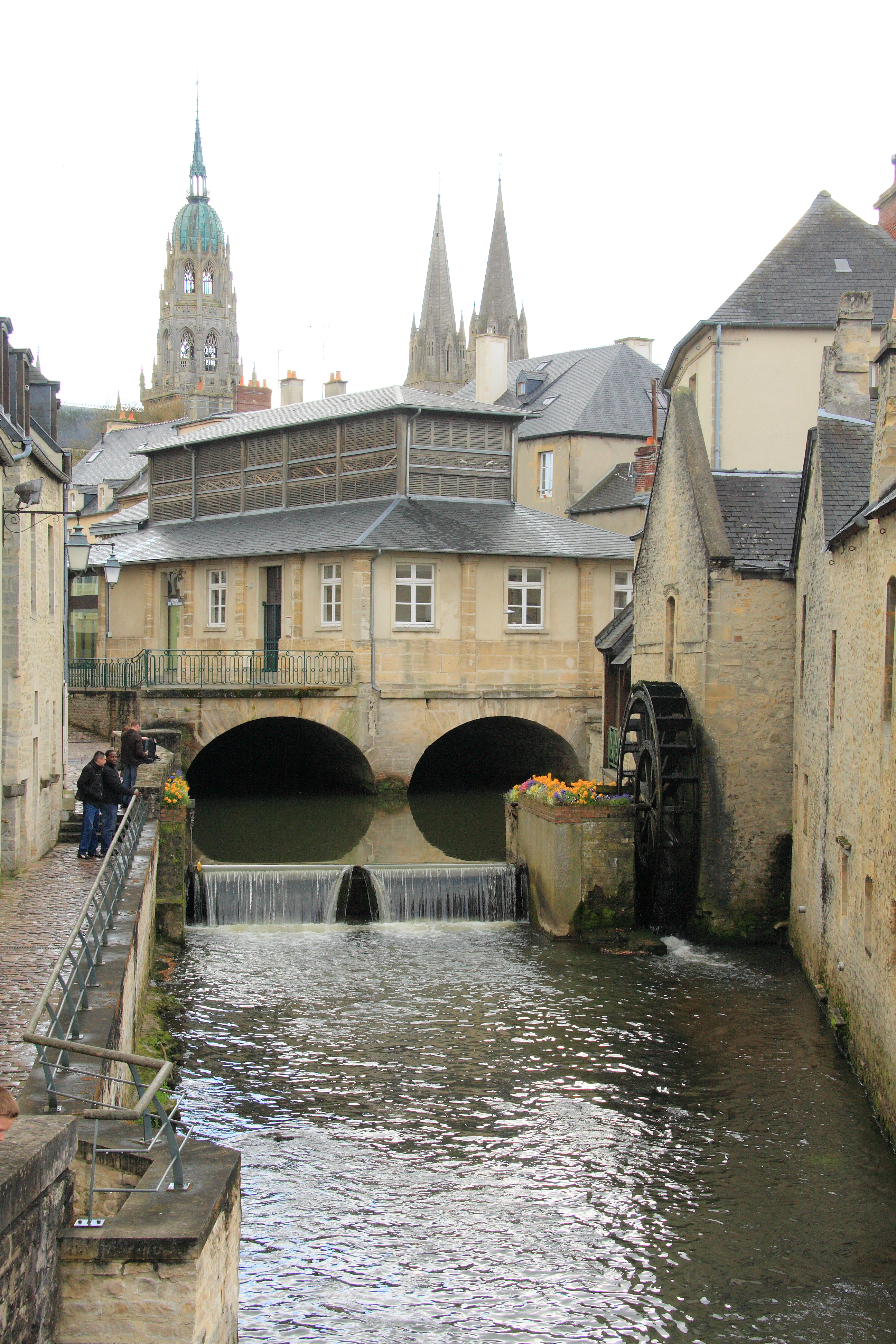
L'Aure à Bayeux.
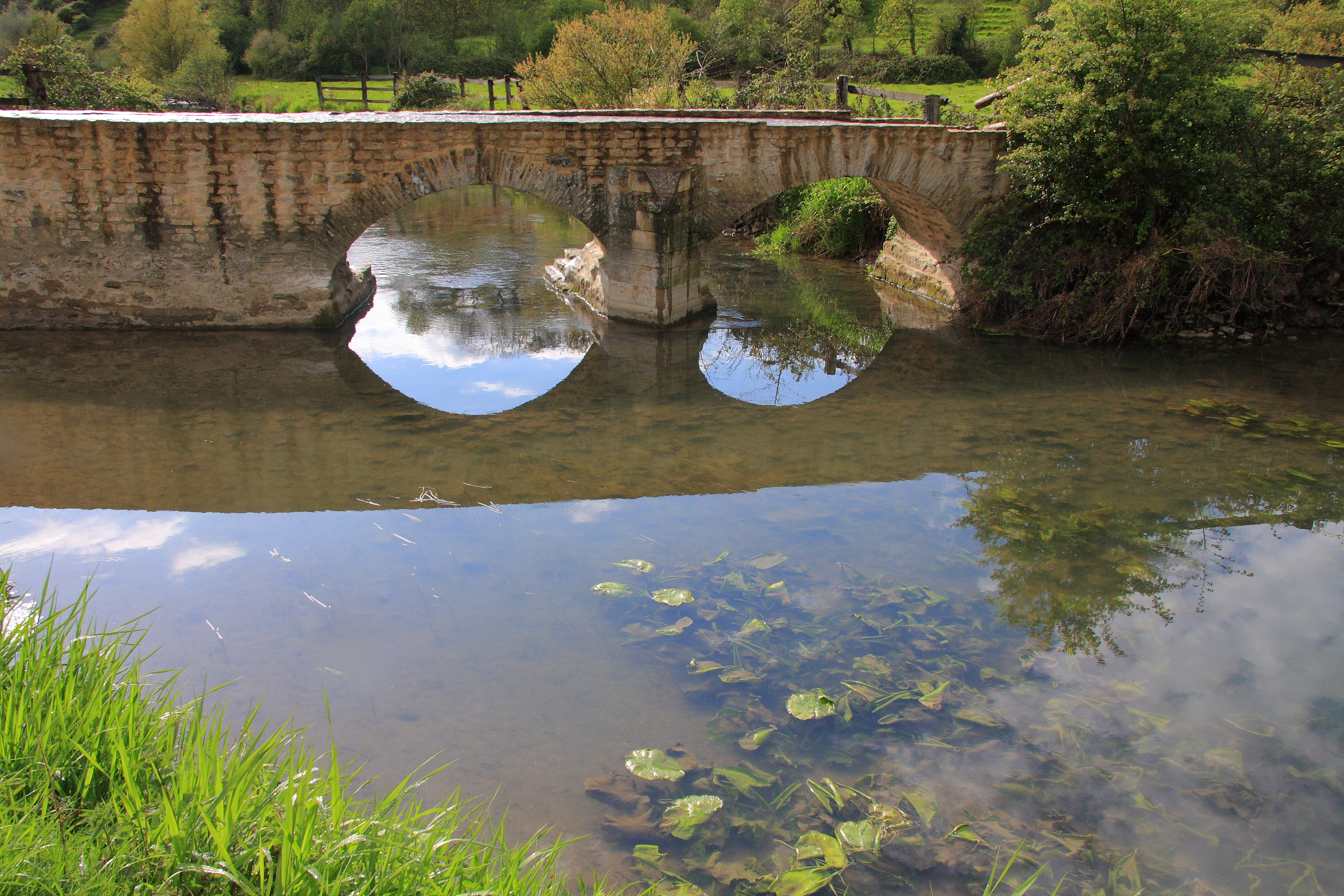
Le pont du moulin des fossés à Trévières.
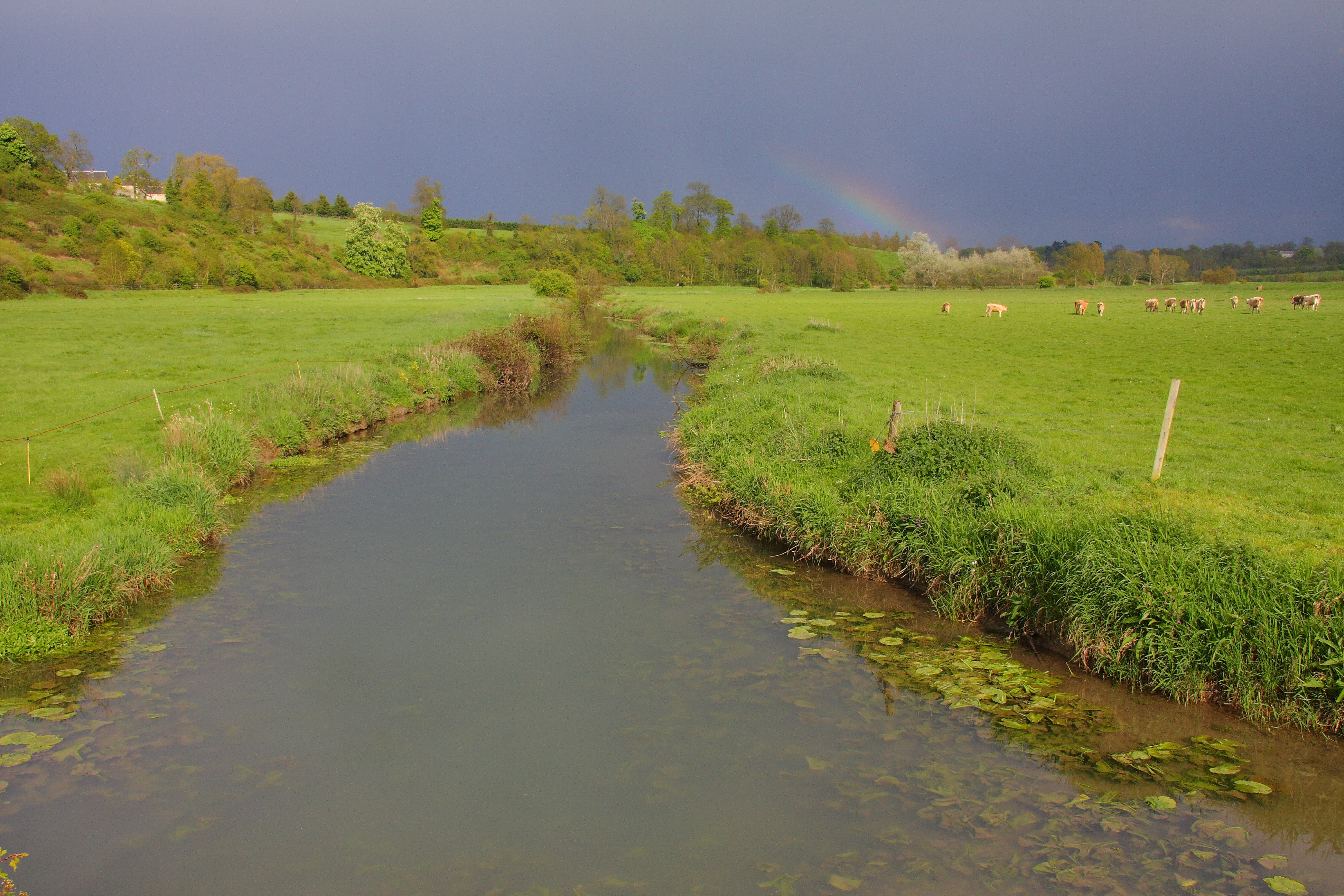
L'Aure à Trévières.